# Brachythecium chauvetii
Brachythecium chauvetii är en bladmossart som beskrevs av Ferdinand François Gabriel Renauld och Jules Cardot 1895. Brachythecium chauvetii ingår i släktet gräsmossor, och familjen Brachytheciaceae. Inga underarter finns listade i Catalogue of Life.